# Фондорентабельність
Фондорентабельність (рос. фондорентабельность; англ. fund profitability, yield of capital investment; нім. Fondsrentabilität f) – показник, що характеризує ефективність використання основних фондів за величиною одержаного доходу (прибутку):
Кфр=Прибуток до оподаткування/(Основні засоби на початок року + Основні засоби на кінець року) * 100